# Храм Мученицы Татианы при МГУ
Храм Мученицы Татианы при МГУ — домо́вый православный храм при Московском государственном университете имени М. В. Ломоносова.
Располагается в правом флигеле старого здания университета, напротив Манежа, на углу Большой Никитской и Моховой улиц. Относится к Центральному благочинию Московской епархии Русской православной церкви, имеет статус патриаршего подворья.
Главный престол освящён в честь святой мученицы Татианы Римской, нижний храм — в честь святителя Филарета Московского, приставной престол — в честь Собора трёх святителей.
Основан в 1791 году, с 1837 года находится в нынешнем здании, перестроенном под храм Евграфом Тюриным. Освящён митрополитом Филаретом (Дроздовым). В храме отпевали многих выдающихся деятелей русской науки и культуры XIX и начала XX веков. В 1918 году закрыт, церковное убранство уничтожено в 1920-е годы; в советское время в здании находился студенческий клуб, а затем Студенческий театр МГУ. В 1995 году возвращён Русской православной церкви. Повторно освящён патриархом Алексием II в 2004 году. Внешний и внутренний облик храма был восстановлен в течение 25 лет.
Община храма ведёт активную образовательную, культурно-просветительскую, социальную, информационную и издательскую деятельность.

## История

### Храм в XVIII — начале XIX века
12 (23) января 1755 года императрица Елизавета Петровна подписала указ об учреждении Московского университета. Так как в этот день праздновалась память мученицы Татианы Римской, её день памяти — Татьянин день — стал впоследствии днём рождения университета, а позднее и всеобщим «студенческим днём».
Искать домовую церковь для Московского университета начали сразу после того, как он открылся. Некоторое время университетским храмом был находившийся в XVIII веке напротив университетского здания на Красной площади Казанский собор, в приходе которого числился университет. Именно в Казанском соборе в день открытия университета и двух сословных гимназий при нём 26 апреля (7 мая) 1755 года был совершён торжественный молебен о здравии царской семьи.
В 1757 году директор университета Иван Мелиссино обратился в Святейший правительствующий синод с просьбой передать университету церковь Параскевы Пятницы в Охотном Ряду и Воскресенскую церковь на Охотном ряду. В последней Мелиссино предлагал временно устроить собственный университетский храм «как для слушания всем ученикам, так и для истолкования катехизиса». Но управляющий княгини Анны Грузинской, на дворе которой располагалась церковь, от её имени советовал отказать в просьбе.
Затем возникла мысль о строительстве университетского храма на месте обветшавшей церкви Дионисия Ареопагита на Никитской улице. Во второй половине XVIII века князь Пётр Репнин завещал два придела этого храма со всей утварью Московскому университету, но при осмотре обнаружилось, что здание непригодно для совершения богослужений, так как находится под угрозой обрушения. Вскоре с разрешения архиепископа Московского Платона (Левшина) приделы разобрали, чтобы впоследствии использовать в строительстве университетской церкви. В 1784 году директор Московского университета Павел Фонвизин просил владыку Платона передать университету всю Дионисиевскую церковь, а на её месте построить новый храм. Архиепископ потребовал, чтобы Фонвизин дал обязательство построить церковь «лучшую и пространнейшую, соответствующую чести Университета и числу в оном обучающихся», а Дионисиевский храм разрешил разобрать, что и было сделано в феврале 1791 года.
В 1786 году императрица Екатерина II пожаловала университету большую сумму денег на строительство главного корпуса. 23 августа 1786 года архитектор Матвей Казаков начал возводить на Моховой улице здание в стиле классицизма, а в 1791 году в его левом флигеле (ближе к Тверской улице) устроили первую университетскую церковь во имя мученицы Татианы «в незабвенное воспоминание достойночтимого дня, в который учреждён проект об Университете».
5 (16) апреля 1791 года эту церковь освятил митрополит Московский Платон, который произнёс слово на текст «Премудрость созда себе дом и утверди столпов седмь». Он окончил проповедь так:

Училище наук и училище Христово стали быть соединены: мудрость мирская, внесенная во святилище Господне, становится освященною; одно другому спомоществует, но притом одно другим утверждается.

В 1792 году императрица Екатерина II прислала в подарок университетской церкви к заутрене Пасхи полную ризницу и богатые уборы.
Архитектором первой Татианинской церкви был Антон Клауди, и он же её полностью расписал. Интерьер этой церкви несколько отличался от традиционного убранства православного храма. Оригинальный алтарь был выполнен в форме древнего круглого храма, купол которого держали восемь коринфских каннелюрированных колонн. Завершала купол скульптура воскресшего Христа Спасителя «с поднятою вверх благословляющей десницей и с хоругвью в левой руке». Эту скульптуру по рисунку Клауди изваял из алебастра художник И. И. Герке. В своде купола был изображён Дух Святой в виде голубя. Древние иконы из Дионисиевской церкви поместили в особом иконостасе по стене трапезной; остальные написал Клауди «в итальянском стиле, но с соблюдением византийского благоприличия». Особенно впечатляла прихожан икона «Моление о Чаше», находившаяся в алтаре на Горнем месте. Справа от Царских врат, на аналое из красного дерева, под стеклом размещался образ Спасителя, написанный Тицианом. Слева на таком же аналое находилась икона святого Александра Невского. У левого клироса — икона святого Иоанна Милостивого, небесного покровителя первого куратора Московского университета Ивана Шувалова. Интерьер первого Татианинского храма известен только по описаниям — рисунки и гравюры до наших дней не дошли.
11 (23) декабря 1809 года Московский университет посетил император Александр I вместе с сестрой Екатериной Павловной и её мужем принцем Георгием Гольштейн-Ольденбургским. Восхитившись красотой университетской церкви, император произнёс по-французски: «Ах, как хорошо, не правда ли? Здесь все так мило, превосходно и согласно с простотою и совершенством христианской веры, что может всякого привести в благоговение».
По воскресеньям и праздникам на Литургии в Татианинском храме пели университетские студенты и гимназисты. Благодаря попечению Павла Фонвизина регентами университетского церковного хора становились лучшие московские артисты.
В 1812 году во время Московского пожара храм сгорел вместе с основным зданием университета.

### Храм в XIX — начале XX века

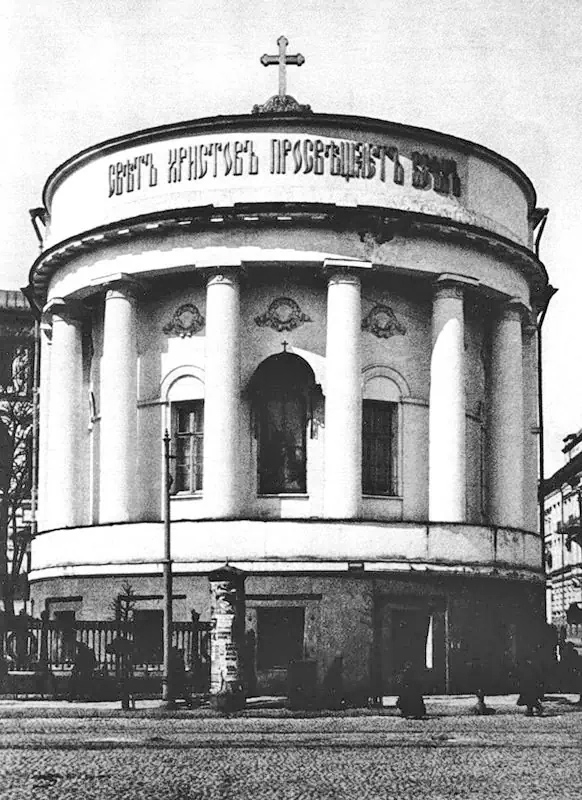
Вид храма в период 1913—1914 гг.

В сентябре 1817 года университетским домовым храмом временно (до 1837 года) стал верхний придел святого архистратига Михаила соседнего храма великомученика Георгия Победоносца на Красной Горке, переосвящённый в 1820 году в честь мученицы Татианы.
В 1833 году для университета была приобретена усадьба Пашковых, расположенная на углу Моховой и Никитской улиц. В 1833—1836 годах архитектор Евграф Тюрин перестроил главный усадебный дом в Аудиторный корпус (так называемое новое здание университета), левый флигель — в библиотеку, а манежную часть (ранее — аптекарский флигель Главной аптеки), где в 1805—1824 годах с перерывами давала спектакли труппа сгоревшего в 1805 году Петровского театра, преобразованного в Императорский Московский театр — в университетскую церковь.
12 (24) сентября 1837 года митрополит Московский Филарет освятил домовую университетскую церковь. На богослужении присутствовал министр просвещения граф Сергей Уваров. По окончании богослужения митрополит произнёс проповедь, где, в частности, отметил:

Итак, вот дом молитвы под одним кровом с домом любомудрия. Святилище таин приглашено в жилище знаний, и вступило сюда, и здесь основалось и утвердилось своими тайнодейственными способами. Видно, что религия и наука хотят жить вместе и совокупно действовать к облагораживанию человечества.

Подчеркнув, что истинное просвещение возможно только во Христе, святитель Филарет призвал всех «просвещенных и непросвещенных века сего»:

Приступите к Нему — благоговеющим умом, верующим сердцем, молящимся духом, послушной волей, приблизьтесь, приступите к Нему и просветитеся, и лица ваша не постыдятся.

22 ноября (4 декабря) 1837 года в новоосвященную Татианинскую церковь приехал император Николай I, который принял благословение от настоятеля храма протоиерея Петра Терновского и в присутствии попечителя Московского учебного округа графа Сергея Строганова выразил отцу Петру благоволение за «усердие и полезные труды».
Настоятели университетской церкви согласно уставу 1835 года занимали в Московском университете особую кафедру богословия, поставленную вне факультетской структуры.
Прихожанами домовой церкви, как правило, были преподаватели, студенты и служащие Московского университета. Каждый год 12 (25) января в церкви совершался торжественный молебен с акафистом мученице Татиане, ставшей небесной покровительницей университета. После Литургии преподаватели и студенты шли в актовый зал, где проходила официальная церемония, и только потом начинался студенческий праздник. Без домового храма не обходилось ни одно событие в университетской жизни, будь то открытие лаборатории или учебной аудитории, научные чтения или посещения почётных гостей.
Интерьер новой университетской церкви отличался таким же великолепием, как и убранство первого Татианинского храма. Первоначально её расписывал тот же Антон Клауди. Невысокий трёхъярусный иконостас завершался Распятием над Царскими вратами. По краям находились скульптурные изображения двух коленопреклоненных ангелов работы мастера Ивана Витали: справа от Распятия — Ангел Радости, слева — Ангел Скорби. Над Царскими вратами помещалась цитата из 33-го псалма: «Приступите к Нему и просветитеся»; эти же слова были выбиты на аттике церкви, выходящем на Моховую улицу.
Храм украшали его и прихожане. Врач Степан Клименков подарил университетской церкви полное священническое и диаконское облачение из серебряной ткани, а попечитель Московского учебного округа Алексей Бахметев преподнёс хрустальные с позолотой свечи к престолу и ко всем местным иконам, изготовленные на его собственном заводе. В 1851 году попечитель, профессора и студенты пожертвовали 385 рублей на приобретение для домового храма напрестольного Евангелия в серебряной позолоченной оправе. Впрочем, жертвы поступали не только от прихожан: так, великий князь Константин Константинович в 1890 году подарил храму золотую лампаду к образу мученицы Татианы на наружной стене по случаю рождения у него дочери — великой княжны Татьяны Константиновны (впоследствии игумении Тамары Вознесенского Елеонского монастыря в Иерусалиме).
В конце февраля 1852 года здесь отпевали Николая Гоголя, который состоял почётным членом Московского университета. Гроб с телом писателям несли на руках его друзья, а также университетские профессора. Как вспоминали современники, «за ним шло несметное число лиц из всех сословий, которым не видно было конца». Очевидец похорон поэт Николай Берг отмечал, что университетская церковь считалась в то время «самой аристократической и модной».
В 1855 году к столетнему юбилею университета итальянский художник Ланжелотти расписал стены и потолок (позднее эти росписи поновляли несколько раз), а преподаватели и студенты по подписке собрали деньги на приобретение для церкви двух икон кисти итальянского живописца Луиджи Рубио — святителя Николая Чудотворца и святой Елисаветы Праведной, выполненных в византийском стиле. Кроме того, бывший попечитель Московского университета граф Строганов подарил храму две иконы — Спасителя и Богоматери, написанные тем же Рубио и в том же стиле.
В начале октября 1855 года в храме состоялось отпевание историка, профессора Московского университета Тимофея Грановского. Этнограф Иван Прыжов, присутствовавший на похоронах Грановского, позднее описал их так: «6 октября, вечером, ученики и друзья собрались к нему на квартиру и вынесли покойного в университетскую церковь. Тут у гроба ночью сходились все друзья и товарищи, которых жизнь раскидала по разным углам, сходились, жали друг другу руки. Гроб несли студенты. У лестницы университетской церкви, убранной цветами и зеленью, гроб встретили и взяли на руки профессора. 7 октября Грановского похоронили. Друзья, ученики и студенты несли гроб до самой могилы на Пятницкое кладбище».
В 1855 году историк Михаил Погодин передал в дар университетскому храму частицу мощей святого Кирилла, которую ему преподнесли в 1835 году в Пражском соборе, где хранится десница святого просветителя славян. По просьбе Погодина настоятель собора каноник Пемира в присутствии профессоров Шафарика и Ганки отделил часть святых мощей, положил в особый ковчег и вручил его московскому историку вместе с документом, где на латинском языке был засвидетельствован этот дар. В 1862 году в Московском университете впервые торжественно чествовали память святых Кирилла и Мефодия, учителей Словенских, и богослужения проходили в Татианинской церкви.
В Татьянин день 1877 года духовенство университетской церкви освятило первый памятник М. В. Ломоносову работы Сергея Иванова, установленный перед Аудиторным корпусом. Во время Великой Отечественной войны постамент памятника был повреждён осколками упавшей неподалёку фашистской фугасной бомбы. В 1944 году его поставили на парадную лестницу клуба МГУ, а в 1995 году — переместили в актовый зал храма мученицы Татианы, где он и находится до сих пор.
В 1879 году в храме отпевали историка Сергея Соловьёва, в марте 1884 года — геолога Григория Щуровского.
24 ноября (6 декабря) 1892 года здесь провожали в последний путь питомца университета поэта Афанасия Фета. Заупокойную Литургию по нему совершил настоятель Храма Христа Спасителя протоиерей Алексий Соколов вместе с приходским духовенством церкви Благовещения Пресвятой Богородицы, что на Бережках, и Крестовоздвиженской церкви, что на Вражке. Хор был приглашен из Чудова монастыря в Кремле. На отпевание Фета в университетскую церковь пришли члены Общества любителей российской словесности вместе с его председателем Николаем Тихонравовым, делегация от Психологического общества во главе с Николаем Гротом, многие профессора и студенты Московского университета.
В мае 1896 года, в день коронации императора Николая II, в Татианинской церкви прощались с физиком Александром Столетовым и провожали его гроб на Курско-Нижегородский вокзал.
В семилетнем возрасте здесь впервые исповедовалась протоиерею Николаю Елеонскому и осознанно причастилась будущая поэтесса Марина Цветаева, о чём впоследствии она вспоминала в одном из рассказов. Весной 1901 года вся семья Цветаевых говела здесь перед Пасхой. Анастасия Цветаева писала, что высокий сводчатый потолок в церкви придавал службе домашний уют и создавал особую атмосферу.
3 (16) августа 1900 года в храме отпевали философа Владимира Соловьёва. Как отмечал его племянник Сергей, именно здесь девятилетнему Володе впервые явилась София. «По стенам и сзади стояли родные, личные друзья и знакомые, несколько литераторов и ученых, но публики, общества — не было. Оно не пришло сказать ему последнее „прости“», — писал юрист Владимир Кузьмин-Караваев. Отпевание совершили сакелларий Благовещенского собора протоиерей Николай Иванцов, иеромонах Петр (Зверев) (будущий архиепископ) и духовник семьи Соловьёвых протоиерей Фёодор Ловцов. На одном из надгробных венков были написаны строки из стихотворения Некрасова: «Какой светильник разума угас! Какое сердце биться перестало!»
Во время революционных волнений 1905 года здесь отпевали первого выборного ректора Московского университета Сергея Трубецкого, который скончался от инсульта на приёме у министра, заступаясь за арестованных студентов. В знак протеста против самодержавия и Православной Церкви некоторые воинственно настроенные студенты не пошли в Татианинский храм, а собрались на «спевку» в соседнем Аудиторном корпусе и пели там «Вы жертвою пали…» до окончания службы.
В 1908 году здание университетской церкви было отреставрировано.
В 1911 году в храме отпевали историка Василия Ключевского.
8 (21) ноября 1911 года Московский университет почтил в домовой церкви память своего основателя. В этот день была отслужена панихида по Ломоносову, и настоятель протоиерей Николай Боголюбский произнёс слово на текст «Дивен Бог во святых Своих»:

Россия вся знает его как великого своего гражданина, отдавшего весь свой гений и все свои силы подвигам на её преуспеяние и на приобщение ко всемирной культуре, умершего со светлыми мечтами о её будущем духовном росте и величии. И сама Церковь присоединяется к общему торжеству своим молитвенным воспоминанием о приснопамятном юбиляре как об одном из славных питомцев своей школы, двигателе духовного просвещения и незабвенном певце величия Божия.

В 1913 году на храме был установлен деревянный четырёхконечный крест, а по фронтону сделана надпись вязью «СВѢТЪ ХРИСТОВЪ ПРОСВѢЩАЕТЪ ВСѢХЪ».
В 1917 году храм пострадал во время Октябрьского вооружённого восстания в Москве. «Весь алтарь изрешетило пулями, кроме престола, — писал в дневнике профессор Московского университета Юрий Готье. — Хорошо бы, чтоб это было оставлено в том же виде на стыд всем потомкам». 7 (20) ноября 1917 года в храме была совершена первая панихида по юнкерам и студентам, погибших в ходе уличных боёв.

### Закрытие храма
В январе 1918 года декретом Совнаркома Церковь была отделена от государства и школа — от Церкви.
10 августа 1918 года вышло постановление Наркомпроса о ликвидации домовых церквей при учебных заведениях, после чего Татьянинский храм был закрыт. В августе ректору университета было подано заявление от 175 прихожан «с просьбой возбудить ходатайство о признании этого храма приходской церковью Университетского района». Возможно, на основании этого заявления правление университета обратилось в Наркомпрос с ходатайством «о желательности сохранения университетской церкви как представляющей исторический и художественный интерес». После нескольких обсуждений на комиссиях Всероссийская коллегия по делам музеев и охране памятников искусства и старины вынесла определение о том, что университетская церковь «вследствие высокой художественной и исторической ценности должна быть сохранена в неприкосновенном виде, а предметы, в ней находящиеся, не могут быть конфискованы и вывезены без ведома и согласия означенной коллегии».
8 июля 1919 года вышло постановление СНК о закрытии Университетской церкви. В ночь с 17 на 18 июля 1919 года были удалены икона и буквы надписи на фронтоне здания, а на следующую ночь — крест над крышей. Впоследствии ректор Московского университета Михаил Новиков так вспоминал об этом:

Точно в назначенное время подъехали два грузовика с рабочими, которые под проливным дождем при грозных раскатах грома и блеске молнии приступили к своей разрушительной работе. Крест и икона были сняты довольно быстро, но сбивание надписи потребовало значительного времени. Лишь под утро работа закончилась, и распорядитель явился ко мне для подписания протокола. Все было проведено с обеих сторон вполне корректно. Что же касается рабочих, то несмотря на то, что был послан, по-видимому, особенно испытанный кадр, в лицах и движениях их явно сквозило смущение, вызванное как странностью порученной им ночной работы, так и грозной картиной разбушевавшейся стихии.

24 июля в алтарь церкви были помещены предметы, признанные «имеющими историко-художественное значение», впоследствии переданные музейному отделу Наркомпроса. Вместе с ними подлежали передаче книги и документы XVIII и начала XIX века, находившиеся в ризнице. В длину иконостаса, обшитого досками, была протянута веревка и наложена печать Музейного отдела. Иконы и утварь, не заинтересовавшие музейный отдел, были переданы в бывшую университетскую церковь Георгия Победоносца на Красной горке. Всё, что не заинтересовало ни Музейный отдел, ни общину, поступало в распоряжение Моссовета. Церковное паникадило переделали в обыкновенный светильник, при этом уничтожив его нижнюю часть. Скульптура Ангела Радости была передана в Донской монастырь, где украсила надгробие князя Голицына в церкви святого Михаила Архангела.
В марте 1919 года, когда в Москве происходили объединения приходов, Татьянинская церковь была приписана к церкви «Большое Вознесение». Ранее, в сентябре 1918 года, туда перешли университетские певчие, а в январе 1919 года — диакон Александр Кедров. За ними последовал и настоятель протоиерей Николай Боголюбский. Однако бо́льшая часть прихода не последовала в «Большое Вознесение»; организовавшаяся община решением Московского епархиального совета от 3 октября 1919 года была причислена к Георгиевской церкви на Красной Горке. В декабре 1919 года скончался её настоятель, и его преемником стал рукоположенный в сан священника Александр Кедров.
В помещении университетской церкви был устроен читальный зал: в храме были поставлены книжные шкафы юридического факультета. На фронтоне здания сделали новую надпись «Наука — Трудящимся», которую потом сняли.

#### Студенческий клуб
В 1922 году в здании церкви был открыт студенческий клуб. Тогда же из храма увезены иконы, сломана и уничтожена коринфская колоннада иконостаса. Внутреннее пространство здания также подверглось значительной перестройке. В частности, на втором этаже в западной части был перекрыт пол и вместо обходной галереи с балюстрадой устроено фойе клуба (впоследствии — актовый зал возрождённого храма). «В бывшей церкви Татьяны в Московском университете открыт клуб. Вместо икон тут висят портреты Маркса, вместо пения слышатся бодрые голоса гимнастов», — писала газета «Известия» 20 апреля 1923 года.
Более четверти века в клубе проводились комсомольские и партийные собрания, на которых выступали, в частности, Анатолий Луначарский и Николай Бухарин.
4 ноября 1927 года Владимир Маяковский прочёл в здании только что законченную поэму «Хорошо!».
27 ноября 1936 года академик Николай Зелинский, выступая здесь на сессии, посвящённой 225-летию со дня рождения Михаила Ломоносова, предложил присвоить имя учёного Московскому университету.
17 марта 1948 года в здании прошёл митинг, посвящённый строительству новых университетских корпусов на Воробьёвых горах.
Здесь проходили культурные вечера, на которых бывали Леонид Собинов и Василий Качалов. В фойе клуба в 1950-х годах репетировал и играл симфонический оркестр.

#### Студенческий театр МГУ
6 мая 1958 года актриса Александра Яблочкина открыла в здании церкви Студенческий театр. «Несите красоту и правду жизни людям!» — напутствовала она актёров в приветственном слове. 27 декабря в том же здании актёр Аркадий Райкин открыл эстрадную студию «Наш дом», организованную Марком Розовским, Альбертом Аксельродом и Ильёй Рутбергом.
Первым руководителем Студенческого театра в 1958—1960 годах был режиссёр Ролан Быков. Спектакль по пьесе чешского писателя Павла Когоута «Такая любовь», поставленный в те годы, стал событием в московской культурной жизни. В главной роли дебютировала студентка МГУ Ия Саввина. В 1960—1968 годах руководителем Студенческого театра был режиссёр Сергей Юткевич, затем его сменил Семён Туманов. Из Студенческого театра МГУ вышли Алла Демидова, Георгий Полонский, Галина Стаханова, Ефим Шифрин, Всеволод Шестаков и многие другие деятели российской сцены. Здесь пробовали силы в режиссуре Марк Захаров, Роман Виктюк, Геннадий Полока, Владимир Мотыль, Алексей Бородин, Михаил Левитин, Иосиф Райхельгауз, Валерий Фокин, Иван Соловьёв.
13 декабря 1965 года в стенах бывшего храма основано Всероссийское общество охраны памятников истории и культуры. В 1969 году закрыта студия «Наш дом», где начинали творческий путь Геннадий Хазанов, Семён Фарада, Михаил Филиппов, Александр Филиппенко. Автором музыки для спектаклей (а с августа 1964 по 1969 год музыкальным руководителем студии) был композитор Максим Дунаевский, театральным художником выступал Михаил Ушац.
В 1980 году главным режиссёром Студенческого театра стал Евгений Славутин, который привлёк к сотрудничеству участников клуба «Поэзия», в том числе Юрия Арабова, Сергея Гандлевского, Игоря Иртеньева, Дмитрия Александровича Пригова. В это время в труппе играли Даниил Спиваковский, Алексей Кортнев, Валдис Пельш, Павел Мордюков, Ирина Богушевская, а позднее — Максим Галкин. В 1983 году в стенах театра родилась группа «Несчастный случай». В начале перестройки спектакли Студенческого театра МГУ оказались в центре театральной жизни Москвы. Затем, в конце 1980-х — начале 1990-х годов, на подмостках появились такие постановки, как «Вальпургиева ночь, или Шаги командора» по пьесе Венедикта Ерофеева, «Чудная баба», «Фонтан любви к ближнему». Спектакль-кабаре «Синие ночи ЧК», согласно мнению автора «Российской газеты», содержал эротику «в пределах нормы, диктуемой хорошим вкусом интеллигентных людей, которые в МГУ еще не перевелись». В спектакле «Приди ко мне в постель, или Любовь со скелетом», как писала «Газета для женщин», пародировались «штампованные образы, уже успевшие возникнуть и в нашей новой жизни, — бизнесменов, рэкетиров, „светских дам“». Поэт Александр Кривенко читал на месте церковного алтаря стихи со строками: «О как люблю ругаться матом На этой чуждой нам земле!»
11 ноября 1990 года Мосгоргеотрест информировал в письме руководство Московского университета, что здание Студенческого театра МГУ находится в аварийном состоянии и создаёт угрозу для жизни его посетителей.

### Возвращение храма
25 января 1991 года в здании церкви Патриарх Московский и всея Руси Алексий II отслужил молебен с акафистом мученице Татиане. В следующем году, выступая в МГУ в присутствии ректора Виктора Садовничего и мэра Москвы Юрия Лужкова, патриарх высказал пожелание возродить университетский храм.
Осенью 1992 года профессор МГУ Григорий Любимов выступил на презентации Свято-Тихоновского Богословского института с предложением воссоздать домовую церковь святой Татианы. Эта инициатива была замечена в ректорате университета. В 1993 году уже группа профессоров обратилась к ректору МГУ с предложением восстановить университетский храм на его историческом месте.
20 декабря 1993 года Учёный совет МГУ принял решение «О восстановлении в прежнем виде архитектурного памятника на ул. Герцена, д. 1, о воссоздании в этом здании православной домовой церкви Московского университета и размещении в других помещениях этого здания музейных экспозиций МГУ». В том же решении ректорату было предписано рассмотреть «вопрос о создании равноценных условий для занятий творческих коллективов Культурного центра Московского университета, работающих в ДК МГУ на ул. Герцена, д. 1, а также предоставить сценическую площадку для Студенческого театра МГУ по согласованию с дирекцией театра на основе двустороннего договора».
В феврале 1994 года главный инженер Мосгоргеотреста С. Г. Майоров сообщил в письме главному инженеру МГУ В. С. Борисову, что «рекомендации по обеспечению нормальной и безопасной эксплуатации здания до настоящего времени не выполнены». При этом «в штукатурке потолков чердачного перекрытия над фойе имеются трещины и пятна от протечек. Не исключена возможность обрушения потолочной штукатурки и деревянных перекрытий». Майоров рекомендовал «эксплуатацию здания приостановить и разработать проект его ремонта», учитывая, что в здании ДК «часто проводятся мероприятия с большим скоплением зрителей».
В том же месяце в Студенческом театре прошла выставка дорогих породистых собак «Мастифф-93», входной билет на которую стоил сто долларов. Как писала газета «Московский комсомолец», большинство зрителей были «столичными бизнесменами, пришедшими оттянуться», и членами «постоянного элитного клуба Back Stage», которые «привыкли к тому, что театр всегда делал их соучастниками действа».
Для разрешения вопроса о предоставлении Студенческому театру и Культурному центру МГУ соответствующих помещений была создана специальная комиссия Учёного Совета Московского университета под председательством Главного учёного секретаря МГУ Валерия Козлова, в которую вошли сотрудники университета, представители Студенческого театра и сторонники возвращения здания Церкви. Комиссия работала в течение двух месяцев, изучая всю документацию, относящуюся «к организации и деятельности Студенческого театра при МГУ», осматривая помещение и сценическую площадку в доме 1 по улице Герцена. Комиссия также осмотрела различные помещения на Моховой и на Воробьёвых горах, которые могли бы быть предложены Студенческому театру, и приняла решение предоставить с 1 мая 1994 года Студенческому театру при МГУ для постановки спектаклей сценическую площадку Дворца культуры МГУ на Воробьёвых горах в Главном здании. Было подчеркнуто, что «это — лучшая из театральных сцен Московского университета. Кроме того, театр будет максимально приближен к месту учебы и проживания основной массы студентов МГУ». Для размещения дирекции Студенческого театра и репетиционных классов выделили четыре комнаты в секторе «А» Главного здания МГУ общей площадью 127,4 м². Для хранения театрального реквизита был предоставлен «трюм» под сценой и дополнительные помещения общей площадью 100 м² во втором техническом подвале ГЗ МГУ. Для театральных постановок и репетиций в вечернее время Студенческому театру был предоставлен спортивный зал на Моховой улице общей площадью 215,6 м². Ряд больших помещений был предназначен и для Культурного центра МГУ, кроме того, для репетиций его студий выделялись также две гостиные в общежитиях Главного здания на Воробьевых горах. Все эти помещения должны были быть подготовлены для использования Студенческим театром и Культурным центром к 31 марта 1994 года.
Само здание Дома культуры МГУ, согласно заключению комиссии, требовалось срочно поставить на капитальный ремонт и реконструкцию с 15 мая 1994 года, учитывая его аварийное состояние. В связи с установлением этого окончательного срока Культурному центру МГУ и Студенческому театру было предписано «освободить до 15 мая 1994 года занимаемые ими помещения в доме № 1 по ул. Герцена». Приказом ректора МГУ В. А. Садовничего от 17 марта 1994 года все эти предписания и рекомендации комиссии были утверждены и назначены к исполнению.
10 апреля 1994 года в Казанском соборе на Красной площади состоялось освящение иконы святой Татианы, которая была позднее перенесена в Университетский храм. 27 апреля патриарх Алексий II указом № 1341 учредил Патриаршее подворье в Татианинском храме. Исполняющим обязанности настоятеля возрождаемого университетского храма был назначен выпускник кафедры классической филологии филологического факультета МГУ, доцент Московской духовной академии священник Максим Козлов. До начала регулярных богослужений в церкви святой Татианы её настоятель был временно переведён в Казанский собор; за ним последовала и община храма.

#### Противостояние общины храма и Студенческого театра МГУ
Вопрос о возвращении Церкви исторического здания храма мученицы Татианы привёл к острому противостоянию, которое вылилось на страницы прессы. Так, «Газета для женщин» писала, что решение о восстановлении домовой университетской церкви в здании клуба на улице Герцена — несправедливое, что «вовсе не здесь находилась знаменитая церковь, возникшая при Университетской гимназии в 1791 году», а пашковский флигель якобы даже не был перестроен «в соответствии с каноническими условиями и потому все равно для церковных служб не подходит». Газета «Президент» утверждала, что «все силы зла обрушились на независимую светскую культуру», и выражала тревогу, что «религия, вроде бы призванная учить людей добру, милосердию, справедливости», эту культуру теснит.
Обращение театральных деятелей к Президенту Российской Федерации в защиту Студенческого театра подписали Галина Волчек, Кирилл Лавров, Юрий Никулин, Валентин Гафт, Марк Захаров, Михаил Ульянов, Леонид Хейфец и многие другие актёры. Иннокентий Смоктуновский это обращение подписать отказался. Решение о возвращении здания Церкви и открытии в нём храма поддержали Никита Михалков, Ирина Архипова, Марлен Хуциев, Георгий Свиридов, Александр Михайлов, Светлана Дружинина, Сергей Соловьёв, Вадим Абдрашитов.
18 мая 1994 года священник Максим Козлов обратился к ректору МГУ с просьбой разрешить «совершение праздничного богослужения, посвященного началу возрождения домового храма Университета, до конца нынешнего учебного года». На его взгляд, это помогло бы «…перевести ситуацию вокруг храма Университета из области конфронтации в сферу созидания». Было предложено совершить службу 29 мая — в «ближайший воскресный день после дня памяти святых Кирилла и Мефодия». Если здание не было бы освобождено к этой дате, настоятель и церковная община намеревались провести службу у его стен.
В воскресенье 22 мая после вечернего спектакля около двадцати человек заперлись в помещении ДК МГУ и объявили о создании Комитета в защиту Студенческого театра. В распространённой Комитетом листовке указывалась причина такого решения — не истёк срок арендного договора МГУ и Студенческого театра, предполагавший использование этого здания театром до ноября 1999 года. Дирекция театра также выражала несогласие с условиями нового типового арендного договора: «Оговоренные в приказе зал ДК на Ленгорах и спортивный зал факультета журналистики вообще театру не передаются, а предоставляются „по заранее согласованному графику“», что, по мнению руководства театра, «не имеет юридических гарантий».
На входных дверях здания появилась табличка «Ремонт. Вход воспрещен». В понедельник 23 мая решением университетской администрации в здании театра был отключен свет. 24 мая, в день святых равноапостольных Кирилла и Мефодия в Москве состоялся первый крестный ход к памятнику просветителям славян. В этот же день с 15:00 до 23:00 Студенческий театр провёл в свою защиту поэтический марафон «Нон-стоп Кирилл и Мефодий», в котором приняли участие Владимир Вишневский, Виктор Шендерович, Гарик Сукачёв, Марк Шатуновский, Игорь Иртеньев и другие. На ступенях парадной лестницы были поставлены свечи и устроена импровизированная сцена. Представителей церковной общины в здание не пустили.
29 мая под стенами храма состоялся молебен, на котором присутствовало примерно 700 человек. Здание обошли вокруг и снаружи окропили святой водой. В ответ в СМИ появились обвинения в попытках якобы взять здание штурмом с помощью членов общества «Память», присутствовавших на молебне по собственной инициативе, в разыгрывании национальной карты, черносотенстве и национализме. На стороне Студенческого театра выступили газеты «Московский комсомолец», «Московская правда», «Российская газета», «Аргументы и факты», «Куранты», «Московские новости», «Президент», «Газета для женщин», а также программа Российского телевидения «Вести». В защиту университетской церкви высказались газеты «Сегодня», «Комсомольская правда», «Русь державная», «Московский церковный вестник», «Православная Москва».
1 июня руководство Студенческого театра дало пресс-конференцию в здании Татианинской церкви. В тот же день проректор МГУ Виктор Гуськов выступил с заявлением, согласно которому «в последнее время руководство Студенческого театра при МГУ резко изменило свои позиции, отказавшись от ранее принятых совместных решений, и пошло по пути выдвижения заведомо неприемлемых для Московского университета требований (передача им учебных аудиторий в здании на Моховой для перестройки под театр либо сохранение за ними прежних помещений)». По его словам, объяснить такое поведение руководства театра можно было лишь тем, что «в Главном здании МГУ, в студенческой среде будет трудно осуществлять свои планы в области шоу-бизнеса».
30 июня священник Максим Козлов обратился к председателю Судебной палаты по информационным спорам при Президенте Российской Федерации Анатолию Венгерову с «просьбой рассмотреть некоторые публикации и выступления средств массовой информации и дать оценку достоверности и объективности содержащейся в них информации». 7 июля 1994 года Судебная палата признала, что «события 29 мая 1994 года у стен здания по ул. Герцена, д. 1 отражены в упомянутых средствах массовой информации с нарушениями требований журналистской этики» и призвала «стороны к цивилизационному выходу из данного информационного спора… не допускать неадекватных оценок в средствах массовой информации событий, происходящих вокруг домовой церкви св. мц. Татианы».
3 ноября между МГУ и патриаршим подворьем храма мученицы Татианы был заключён договор о сотрудничестве и совместной деятельности, по которому МГУ брал на себя обязательство предоставить подворью необходимые помещения «в бессрочное, безвозмездное пользование» и поддерживать их в нормальном эксплуатационном состоянии. МГУ также обещал «оказать содействие в поиске в архивах, библиотеках и других подразделениях Университета материалов и реквизитов, связанных с церковью св. мц. Татианы, и передать их Подворью и Музею МГУ для хранения и использования при богослужении». Подворье, в свою очередь, должно было выполнять ряд обязательств, в том числе «исполнять в приоритетном порядке запросы Московского университета, его профессоров, преподавателей, сотрудников и студентов, связанные с исполнением церковных треб и других религиозных Таинств».
9 декабря к Президенту Российской Федерации и ректору МГУ обратились участники международной научной конференции «Русская литература XIX в. и христианство», проходившей в Московском университете, которые выражали обеспокоенность невыполнением решения Ученого совета МГУ от 20 декабря 1993 года. Обращение подписали профессора МГУ Василий Кулешов, Владимир Катаев, Владимир Кусков и многие другие. С письмом к руководству университета обратились и студенты, собрав многочисленные подписи за возвращение домового храма. По словам архимандрита Симеона (Томачинского), «в процессе открытия Татьянинского храма и общения с людьми мы поняли, как много в МГУ православных, церковных людей, особенно среди наших преподавателей и даже среди студентов. Это сейчас православие — общепризнанное, можно даже сказать, модное течение, некий мейнстрим, а тогда открыто назвать себя верующим было в определённом смысле вызовом. Но в ходе сбора подписей на разных факультетах выяснилось, что таких людей не так уж мало».
22 января 1995 года, в день памяти святителя Филиппа Московского, здание было возвращено Церкви.
В 1999 году на базе Студенческого театра МГУ был образован государственный Театр МОСТ — Московский открытый студенческий театр, художественным руководителем которого стал Евгений Славутин. На церемонии открытия театра в ДК МГУ 9 декабря 1999 года присутствовали мэр Москвы Юрий Лужков, ректор университета Виктор Садовничий и председатель Союза театральных деятелей РФ Александр Калягин.

### Восстановление храма. Храм в наше время

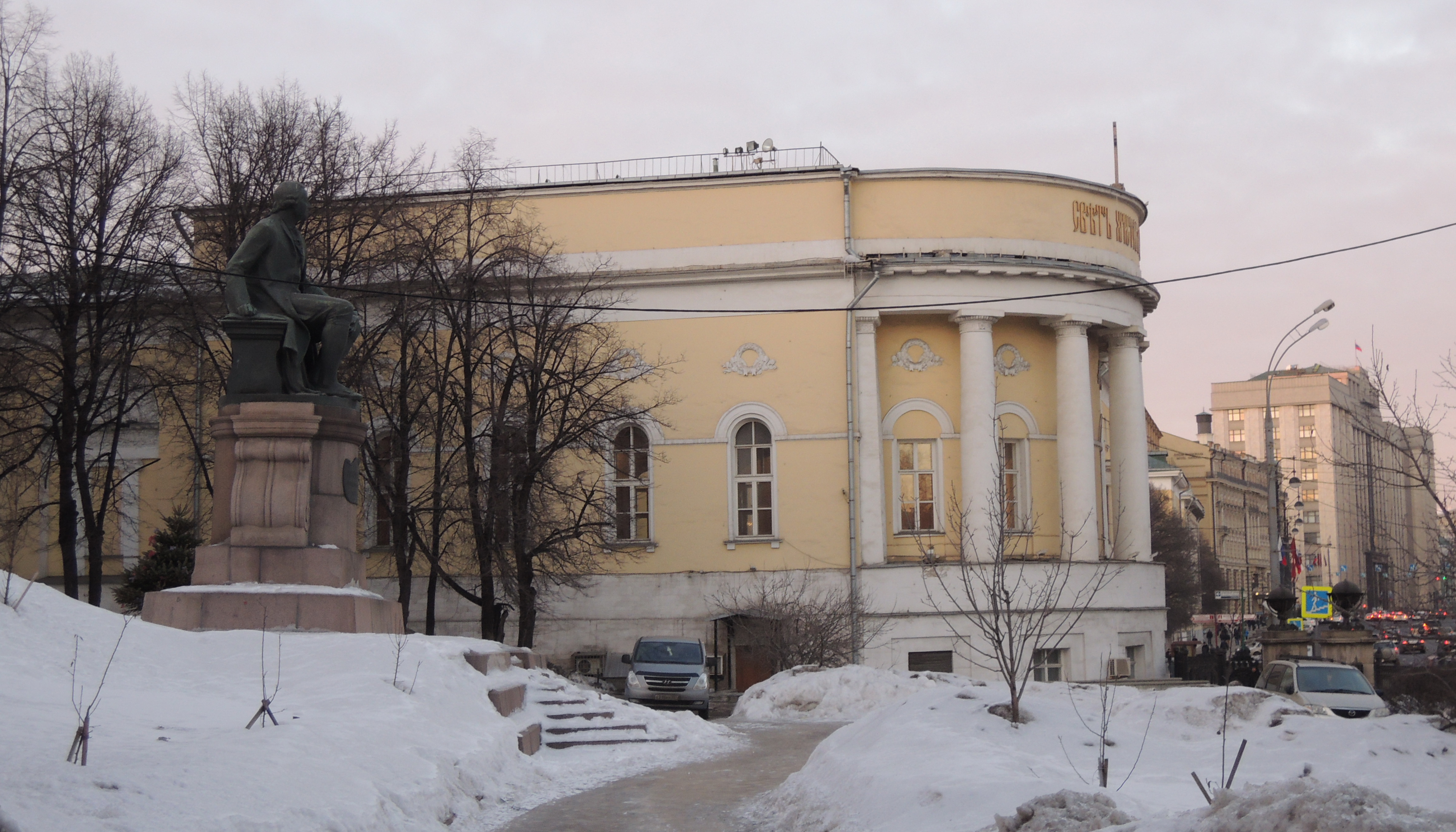
Вид здания храма из внутреннего двора факультета журналистики МГУ

#### 1990-е годы
24 января 1995 года в храме состоялось первое богослужение — всенощное бдение накануне дня памяти святой мученицы Татианы, которое совершили священнослужители — выпускники Московского университета. На следующий день была совершена Божественная литургия, а затем патриарх Алексий II в присутствии ректора Виктора Садовничего отслужил праздничный молебен мученице Татиане. С тех пор регулярные богослужения в Татьянинском храме не прерывались.
Первые несколько лет в возвращённом храме шли обширные инженерные и ремонтные работы. Для богослужений было оборудовано помещение на первом этаже, где организован нижний храм во имя святителя Филарета Московского, освятившего Татьянинскую церковь в 1837 году. 6 мая, в день святого Георгия Победоносца, на храме вновь установили деревянный крест. В 1998 году, в Неделю всех святых, в земле Русской просиявших, освящена наружная мозаичная икона мученицы Татианы на фасаде храма. В 1999 году в алтаре храма установлена мозаичная икона Воскресения Христова.
30 сентября 1998 года был подписан утверждённый патриархом Алексием II договор о передаче в храм святой мученицы Татианы иконостаса храма преподобного Серафима Саровского, привезенного в Москву из Нью-Йорка протопресвитером Александром Киселёвым. Помимо иконостаса храму была передана икона Тайной вечери, некогда принадлежавшая Александру Керенскому.
С первых лет возрождения богослужебной жизни в храме стали появляться новые святыни. Осенью 1995 года пожертвована икона Божией Матери «Державная». 29 декабря того же года две частицы мощей от десницы святой Татианы, почивающей в Михайловском соборе Свято-Успенского Псково-Печерского монастыря, были привезены в Университетскую домовую церковь: одна вставлена в икону святой мученицы, а другая — положена в ковчежец. В 1996 году частица мощей святителя Филарета Московского была передана в храм студентами Московской духовной академии и семинарии, участвовавшими в обретении этих мощей в Троице-Сергиевой лавре. В декабре 1997 года храму пожертвована икона Божией Матери «Прибавление ума».
Храм также стал вести активную внебогослужебную работу. 25 января 1995 года вышел первый номер студенческой православной газеты «Татьянин день», а в декабре 1998 года началась издательская деятельность храма.

#### 2000-е годы
2 декабря 2000 года в цокольном этаже освящён малым чином нижний храм во имя святителя Филарета. 27 марта 2004 года в праздник Похвалы Пресвятой Богородицы Патриарх Московский и всея Руси Алексий II совершил великое освящение храма. В проповеди после Божественной литургии он отметил:

Прошли тяжелые годы испытаний и разделений, когда считалось, что вера и наука несовместимы, и нас поставили по разные стороны баррикад, пытаясь войти в «светлое будущее» без духовных начал, без веры в Бога, без нравственных основ. В ветхозаветной книге Екклезиаст говорится, что есть «время разрушать, и время строить, время разбрасывать камни, и время собирать камни». И слава Богу, что на нашу долю выпало созидать и собирать те камни, которые были бездумно разбросаны в тяжелые годы богоборчества и воспитания «нового человека» без духовных ценностей и без веры в Бога.

6 января 2006 года патриарх Алексий II благословил для храма антиминс, освящённый во имя трёх учителей и святителей вселенских — Василия Великого, Григория Богослова и Иоанна Златоуста — для служения на приставном престоле. А 27 марта 2009 года на фасаде храма установлена мемориальная доска в память о двух великих освящениях храма — святителем Филаретом Московским в 1837 году и патриархом Алексием II в 2004 году. Автор проекта — скульптор Алексей Морозов. Мемориальную доску освятил Патриарх Московский и всея Руси Кирилл в присутствии ректора МГУ академика РАН Виктора Садовничего.
Продолжалось восстановление облика храма. В 2000 году в цокольном этаже храма сооружена и освящена крестильня для совершения таинства Крещения над взрослыми полным погружением. В алтаре верхнего храма установлены четыре мозаичные иконы: святителей Василия Великого, Григория Богослова, Иоанна Златоуста и Николая Мирликийского. В 2001 году на аттике храма восстановлена установленная в 1913 году надпись, а в верхнем храме во имя святой Татианы установлено пятиярусное паникадило. В 2002 году над аттиком храма восстановлен в исторических формах литой бронзовый крест. В 2005 году, к 250-летию Московского университета и 10-летию возрождённого храма, прошли обширные ремонтно-строительные работы; в частности, осуществлён ремонт перекрытий и крыши храма, реставрационный ремонт и покраска фасада и крыши. В марте 2006 года в западной части верхнего храма в соответствии с дореволюционными чертежами воссоздан клиросный балкон. Деревянная конструкция балкона облицована искусственным мрамором с элементами лепнины в отдельных местах, в том числе на колоннах. В июле 2007 года было начато возрождение настенной лепнины XIX века, а в июле 2008 года — воссоздание исторической настенной живописи в верхнем храме. В ноябре 2009 года завершено восстановление росписи южной и северной стен храма.
В канун Рождества Христова ректор МГУ Виктор Садовничий подарил храму ценные напрестольное Евангелие, дарохранительницу, потир и иные украшения на престол. 1 декабря 2005 года храму была передана ещё одна частица мощей святителя Филарета Московского. В том же году прихожане храма, совершившие паломничество на Афон, привезли со Святой Горы список с иконы Божией Матери «Всецарица». 29 ноября 2009 года потомки лётчиц, прошедших Великую Отечественную войну в составе женского авиационного полка, в который многие из них были призваны во время учёбы в МГУ, пожертвовали храму колокол, ставший самым большим на звоннице.
Также развивалась внебогослужебная деятельность прихода. 30 апреля 2003 года Коллегия департамента образования Центрального округа Москвы приняла решение о выдаче Школе духовного пения, действующей при храме, лицензии на право образовательной деятельности. В июле 2003 года миссионерская группа храма под руководством настоятеля храма протоиерея Максим Козлова по благословению архиепископа Костромского и Галичского Александра совершила миссионерскую поездку по северо-востоку Костромской епархии. Такие поездки станут регулярными. 7 апреля 2007 года в храме была восстановлена традиция выпускать птиц на праздник Благовещения Пресвятой Богородицы. В феврале-мае 2007 года в актовом зале храма прошёл цикл встреч «Православие в лицах». Среди выступавших — преподаватели гимназии святителя Василия Великого, поэт Олеся Николаева, редактор двух крупнейших российских энциклопедий Сергей Кравец, исламовед Роман Силантьев, священник Александр Ильяшенко и другие. 23 мая 2008 года открылась выставка реликвий русско-турецкой войны 1877—1878 годов. Экспонаты были предоставлены музеем военной истории города Плевны, на открытии экспозиции присутствовал посол Болгарии в России Пламен Грозданов. 22-24 мая 2009 года в храме прошёл I Конкурс-фестиваль детских и юношеских хоров «Кирилл и Мефодий», ставший затем регулярным.
В 2001 году храм открыл сайт в Интернете. В 2006 году выпуск газеты «Татьянин день» был прекращён, а само издание — перенесено в Интернет; в апреле 2007 года для него открыт специальный сайт Taday.ru.
Как и в XIX веке, в храме отпевали людей, связанных с Московским университетом, российской наукой и культурой. Так, 16 мая 2008 года состоялось отпевание психофизиолога, профессора факультета психологии МГУ, академика РАО Евгения Соколова, а 6 сентября 2008 года — литературоведа, профессора Московской духовной академии Михаила Дунаева.
К университетской церкви был приписан храм преподобного Серафима Саровского, строящийся на территории московского «Экспоцентра», а 15 января 2007 года состоялась первая служба под его сводами.

#### 2010-е годы
12 августа 2010 года митрополит Саранский и Мордовский Варсонофий совершил великое освящение храма преподобного Серафима Саровского при ЦВК «Экспоцентр» на Краснопресненской набережной — приписного к университетской церкви. 31 августа 2012 года этому храму был придан самостоятельный статус, а протоиерей Максим Козлов — назначен его настоятелем. Новым настоятелем храма мученицы Татианы при МГУ стал протоиерей Владимир Вигилянский, служащий здесь с октября 1995 года. 1 ноября 2016 года указом Патриарха Московского и всея Руси Кирилла при строящемся храме равноапостольных Кирилла и Мефодия — второй церкви при МГУ, расположенной рядом с новой территорией университета — учреждено Патриаршее подворье. Его настоятелем назначен клирик Татьянинского храма протоиерей Иоанн Лапидус.
25 января 2012 года была совершена первая архиерейская хиротония в истории храма — Патриарх Московский и всея Руси Кирилл в сослужении сонма архиереев рукоположил архимандрита Аристарха (Яцурина) во епископа Николаевского, викария Хабаровской епархии. 25 января 2013 года Патриарх Кирилл возглавил в храме хиротонию архимандрита Игнатия (Румянцева) во епископа Уваровского и Кирсановского, а 25 января 2014 года — хиротонию архимандрита Мефодия (Кондратьева) во епископа Каменского и Алапаевского.
В октябре 2011 года закончено восстановление исторических лепнины, росписи и архитектурного убранства в алтарной части храма. Мозаичные иконы трёх святителей и святителя Николая перенесены в актовый зал. 21 января 2013 года открыт воссозданный иконостас XIX века; работа над его завершением продолжалась до апреля 2016 года, распятие над иконостасом создано по проекту скульптора Андрея Коробцова. 14 сентября 2014 года после ремонта открыт нижний храм святителя Филарета Московского, в котором установлен иконостас из храма преподобного Серафима Саровского в Нью-Йорке, ранее находившийся в верхнем храме. На новом месте иконостас освятил внук протопресвитера Александра Киселёва протоиерей Пётр Холодный. В июле-августе 2019 года прошла реставрация паркетного пола в верхнем храме, завершившая восстановление исторического облика здания. 29 октября 2019 года на фасаде храма со стороны Большой Никитской улицы установлены три мемориальные доски с именами университетских святых (среди них — святитель Филарет Московский, а также 20 новомучеников и исповедников Церкви Русской, учившихся или преподававших в Московском университете); доски освятил Патриарх Московский и всея Руси Кирилл 25 января 2019 года.
К Татьянину дню 2014 года для храма была написана икона мученицы Татианы «Университетская», на котором кроме неё и Спасителя с Небесными силами изображены равноапостольный Кирилл, святитель Филарет Московский и четверо университетских новомучеников. На заднем плане можно увидеть здания МГУ — храм, старый аудиторный корпус и Главное здание на Воробьёвых горах, а также Спасскую башню Московского Кремля. 18 декабря 2019 года в дар храму его клириками преподнесена икона «Никола Раненый». Это копия Можайского образа святителя Николая на Никольской башне Московского Кремля, пострадавшего при обстреле Кремля большевиками в ноябре 1917 года. Следы «ранений» символически отмечены восьмиконечными звёздами. В икону вмонтирована одна из пуль, извлечённых из оригинального образа во время его реставрации в 2010 году.
11 января 2010 года хоры храма исполнили в актовом зале «Рождественскую ораторию» архиепископа Илариона (Алфеева). 31 мая 2010 года в актовом зале открылась выставка «Двоесловие/Диалог» — первая в России экспозиция актуального искусства на церковной площадке. Среди её участников — Гор Чахал, Андрей Филиппов, Никита Алексеев, Кирилл Асс, Татьяна Баданина, Дмитрий Врубель и Виктория Тимофеева, Константин Звездочётов, Владимир Куприянов, Александр Сигутин и группа «Синий суп». Выставка вызвала широкий резонанс и активную дискуссию в прессе. 3 июня 2010 года состоялся творческий вечер поэта священника Сергия Круглова. 19 февраля 2012 года прошёл концерт музыкантов Сергея Старостина и Ольги Лапшиной.
8 мая 2010 года в актовом зале храма выступил греческий философ и богослов Христос Яннарас с лекцией «Общинность и приходская жизнь в начале третьего тысячелетия». 23 марта 2014 года состоялась презентация книги издательства храма «Наставник. Учитель Цесаревича Алексея Романова. Дневники и воспоминания» о Чарльзе Сиднее Гиббсе, в работе над которой участвовал коллектив переводчиков, историков и архивистов. 18 сентября 2017 года состоялся международный семинар «Православие и наука: история, современность, будущее», организованный Национальным исследовательским фондом Греции. Перед слушателями выступили доктор физико-математических наук, академик Российской академии наук Алексей Паршин и кандидат философских наук, профессор Московской духовной академии Николай Гаврюшин. 1 октября 2017 года прошла презентация проекта «Студенты революции», посвящённого участию студенчества в событиях 1917 года. Проект создан интернет-журналом «Татьянин день» и изданием «Стол». Фрагменты из мемуаров и дневников, зарисовки из Петрограда и Москвы перемежаются размышлениями современного студента, интервью с ректорами вузов, комментариями экспертов, опросами и статистикой. 19 февраля 2019 года в актовом зале храма состоялась лекция профессора факультета журналистики МГУ Игоря Волгина, которая возродила традицию публичных лекций преподавателей Московского университета в Татьянинском храме. Каждый год проходят два сезона таких лекций, весенний и осенний.
4 июня 2010 года в храме состоялось отпевание поэта Андрея Вознесенского, 28 октября 2015 года — писателя Юрия Мамлеева, 26 декабря 2016 года — историка русской журналистики, профессора факультета журналистики МГУ Бориса Есина, 22 декабря 2019 года — лингвиста, ведущего научного сотрудника Института русского языка РАН Владимира Санникова.

#### 2020-е годы
29 января 2020 года в храм была передана икона с частицей мощей праведного Алексия Бортсурманского — прямого предка настоятеля храма протоиерея Владимира Вигилянского. Летом 2023 года к 10-летию народного хора Татьянинской церкви для храма написана икона преподобного Романа Сладкопевца в обрамлении образов мученицы Татианы и святителя Филарета Московского. 10 февраля 2024 года на первом этаже установлен стенд, посвященный 22-м новомученикам Московского университета, с их фотографиями, краткими жизнеописаниями и избранными цитатами.
4 августа 2021 года состоялось отпевание литературоведа, президента факультета журналистики МГУ Ясена Засурского. 10 марта 2023 года в храме простились с физиком-механиком, профессором, главным научным сотрудником НИИ механики МГУ, инициатором возрождения Татьянинского храма Григорием Любимовым. 12 марта 2023 года было совершено отпевание психолога, профессора факультета психологии МГУ Александра Донцова, 7 октября 2023 года — искусствоведа, доцента исторического факультета МГУ Алексея Расторгуева, 12 марта 2024 года — историка, доцента исторического факультета МГУ Александра Орлова.

## Архитектура
В XVII веке территорию будущей университетской церкви занимал двор князя Григория Черкасского, затем участок перешел к адмиралу Фёдору Апраксину. В первой четверти XVIII века здесь находилось владение князя Василия Долгорукова; после его опалы усадьбу конфисковали и в 1737 году передали Медицинской коллегии, разместившей на участке корпуса Главной аптеки. В небольшом флигеле на углу Большой Никитской и Моховой улиц была квартира аптекаря Якова Липольда, а во дворе усадьбы устроили аптекарские огороды.
В 1793 году здания Главной аптеки перешли во владение дворян Пашковых, которые собирались давать здесь балы и театральные представления. Однако строительство, начатое архитектором Василием Баженовым, не было завершено, и в аптекарском флигеле владелец усадьбы Александр Пашков в 1797 году устроил конный манеж. 10 апреля 1806 года здание было арендовано Императорским Московским театром и затем перестроено для театральных постановок, которые шли с перерывами до 1824 года. Флигель сильно пострадал во время пожара 1812 года, но был восстановлен. Согласно воспоминаниям современника, посещавшего театр в 1818–1820 годах, там, где теперь находится алтарь университетской церкви, размещалась театральная гардеробная.
В 1826 году вся усадьба перешла во владение Василия Пашкова, который продал ее в плохом состоянии Московскому университету. Немедленно начались работы по строительству новых университетских корпусов под руководством архитектора Евграфа Тюрина, который в 1833–1836 годах в соответствии с принципами классицизма первой трети XIX в. перестроил главный усадебный дом в Аудиторный корпус (так называемое новое здание университета), левый флигель — в библиотеку, а театральный (правый) флигель — в университетскую церковь. В последнем, помимо внутренних перестроек, Тюрин заменил коринфскую колоннаду на стройную и более строгую дорическую и завершил изящную полуротонду флигеля, выходящую на Моховую улицу, мощным антаблементом с широким аттиком. Архитектурные формы во многом были продиктованы задачей связать перестраиваемое сооружение с рядом стоящим главным корпусом университета, восстановленным после пожара Доменико Жилярди. При этом Тюрин сохранил общий план здания.
Писатель Евгений Феоктистов в 1852 году характеризовал университетскую церковь как «огромную». Облик исторического интерьера Татьянинского храма запечатлел в воспоминаниях духовный писатель Евгений Поселянин:

«Нас возили к службам в Университетскую церковь, и доселе я не могу войти туда без волнения, без того, чтоб предо мною не встала с чрезвычайною жизненностью та далекая и невозвратная пора.
Расходящаяся в две стороны лестница, очень покойная, широкая, с невысокими ступенями, устланная прекрасным ковром; легкий шелест платьев дам, сосредоточенно восходящих по ней, размеренные шаги мужчин. Из громадных дверей открывается торжественная, с печатью некоторой строгости, церковь. Большая высота и ширина, блестящий, как зеркало, паркетный пол, с двух сторон большие окна, большие по сторонам, в рост, красивого, но сухого письма — иконы Николая Чудотворца и мученицы Татианы, которой посвящена церковь Московского университета. Там, вдали, точно отодвинутый еще дальше, чем он стоит на самом деле, возвышается за невысокой, в две ступени, но широкой солеей — иконостас из белых мраморных колонн, а над ним, в вышине, точно в небе, вознесено белое большое скульптурное распятие. Потолок алтаря, уходящий назад полукруглым сводом, придает пространству за распятием вид действительного неба. По бокам два больших белых скульптурных ангела коленопреклоненно созерцают муки Христа. По карнизу иконостаса большими золотыми буквами написаны краткие слова: “Приступите — и просветитеся!”. Впечатление храма дополняется высоким сводчатым потолком, который расписан облаками. В середине золотой треугольник с надписью в нем ХВ, а в нежных облаках тонкие очертания херувимов».

## Богослужения
Ныне действуют верхний храм во имя мученицы Татианы с приставным престолом во имя Собора трёх святителей и нижний храм во имя святителя Филарета Московского. Божественная литургия служится, как правило, четыре раза в неделю: в воскресенье, среду, пятницу и субботу, а также в дни двунадесятых и великих праздников; накануне совершается вечернее богослужение. В дни ЕГЭ и дополнительных вступительных испытаний в вузы служатся молебны об абитуриентах.

## Внебогослужебная деятельность
Приходская община университетской церкви ведёт активную внебогослужебную деятельность. При храме действуют Школа духовного пения, реализующая учебные программы на основе государственных образовательных стандартов хорового отделения музыкальной школы и с учетом рекомендаций Отдела религиозного образования и катехизации Русской Православной Церкви, а также воскресная школа для детей. В летний и зимний периоды функционирует приходской детский лагерь. Желающие могут записаться в церковно-приходской (народный) хор, студию иконописи, школу алтарников и школу звонарей.
Татьянинское творческое содружество, объединяющее прихожан научных и творческих профессий, регулярно организует выставки, лекции, концерты и благотворительные ярмарки в актовом зале храма. Также действует молодёжное объединение прихода. При храме работают книжная и церковная лавки (студентам МГУ предоставляется скидка на литературу духовного содержания).
В рамках социальной работы оказывается помощь бездомным, престарелым и беженцам. Проводится бесплатный приём психиатра и клинического психолога.
Информационную деятельность прихода поддерживают интернет-журнал «Татьянин день» и издательство храма мученицы Татианы.

## Настоятели
- иеромонах Виктор (1791—1794)[169]
- иеромонах Евграф (1794—1798)[169]
- протоиерей Феодор Малиновский (1798—1811)[169]
- иеромонах Иона (1812—1817)[169]
- иерей Захарий Виноградов (1817—1831)[169][170]
- протоиерей Пётр Терновский (1835—1858)[169]
- протоиерей Николай Сергиевский (1858—1892)[169]
- протоиерей Николай Елеонский (1892—1909)[169]
- протоиерей Николай Боголюбский (1909—1918)[169]
- протоиерей Максим Козлов (1994[70]—2012[108])
- протоиерей Владимир Вигилянский (с 2012[108])